# Wereldkampioenschappen openwaterzwemmen 2019 - Landenwedstrijd
De landenwedstrijd tijdens de wereldkampioenschappen openwaterzwemmen 2019 vond plaats op 18 juli 2019 in het Yeosu Expo Ocean Park.

## Uitslag
| Rang   | Land                | Namen                                                                      | Tijd      |
| ------ | ------------------- | -------------------------------------------------------------------------- | --------- |
| Goud   | Duitsland           | Lea Boy Sarah Köhler Sören Meißner Rob Muffels                             | 53:58.7   |
| Zilver | Italië              | Rachele Bruni Giulia Gabbrielleschi Domenico Acerenza Gregorio Paltrinieri | 53:58.9   |
| Brons  | Verenigde Staten    | Haley Anderson Jordan Wilimovsky Ashley Twichell Michael Brinegar          | 53:59.0   |
| 4      | Brazilië            | Ana Marcela Cunha Viviane Jungblut Diogo Villarinho Fernando Ponte         | 54:24.5   |
| 5      | Australië           | Chelsea Gubecka Hayden Cotter Kareena Lee Nicholas Sloman                  | 54:36.8   |
| 6      | Frankrijk           | Lara Grangeon David Aubry Aurélie Muller Marc-Antoine Olivier              | 54:37.1   |
| 7      | Nederland           | Esmee Vermeulen Sharon van Rouwendaal Pepijn Smits Ferry Weertman          | 54:37.2   |
| 8      | Hongarije           | Réka Rohács Gergely Gyurta Anna Olasz Kristóf Rasovszky                    | 55:02.7   |
| 9      | China               | Hou Yawen Cheng Long An Jiabao Xin Xin                                     | 55:14.8   |
| 10     | Rusland             | Anastasia Basaldoek Denis Adejev Valeria Jermakova Kirill Abrosimov        | 55:19.1   |
| 11     | Verenigd Koninkrijk | Danielle Huskisson Alice Dearing Tobias Robinson Jack Burnell              | 55:31.1   |
| 12     | Spanje              | Paula Ruiz Guillem Pujol María de Valdés Álvarez Raúl Santiago Betancor    | 55:31.5   |
| 13     | Canada              | Kate Sanderson Fan Hau-Li Chantel Jeffrey Eric Hedlin                      | 56:20.3   |
| 14     | Japan               | Yumi Kida Takeshi Toyoda Minami Niikura Taiki Nonaka                       | 56:52.1   |
| 15     | Zuid-Afrika         | Michelle Weber Danie Marais Robyn Kinghorn Chad Ho                         | 56:52.9   |
| 16     | Israël              | Yonatan Rosin Matan Roditi Eva Fabian Eden Girloanta                       | 57:24.5   |
| 17     | Mexico              | Martha Aguilar Daniel Delgadillo Martha Sandoval Arturo Pérez Vertti       | 58:37.0   |
| 18     | Zuid-Korea          | Ban Seonjae Park Seokhyun Jung Haeun Park Jaehun                           | 58:59.0   |
| 19     | Venezuela           | Liliana Hernández Wilder Carreno Paola Pérez Diego Vera                    | 59:01.0   |
| 20     | Ecuador             | David Farinango Nataly Caldas Calle Ana Abad David Castro                  | 59:37.9   |
| 21     | Hongkong            | William Thorley Keith Sin Nip Tsz Yin Wong Cho Ying                        | 1:00:37.9 |